# Yurika Sema
Yurika Sema (Japans: 瀬間 友里加, Sema Yurika) (Nerima, 25 december 1986) is een tennisspeelster uit Japan. Zij begon op zevenjarige leeftijd met tennis. Haar favoriete ondergrond is hardcourt. Zij speelt linkshandig en heeft een tweehandige backhand.
In 2009 kwalificeerde Sema zich voor het US Open, waarmee zij haar grandslamdebuut maakte.
In 2010 vertegenwoordigde zij Japan in de Fed Cup. Zij won drie van haar vier (dubbelspel)partijen.

## Posities op deWTA-ranglijst
Positie per einde seizoen:
| jaar | rang enkelspel | rang dubbelspel |
| ---- | -------------- | --------------- |
| 2003 | 756            | –               |
| 2004 | 585            | 547             |
| 2005 | 304            | 436             |
| 2006 | 241            | 264             |
| 2007 | 210            | 327             |
| 2008 | 269            | 208             |
| 2009 | 148            | 211             |
| 2010 | 312            | 201             |
| 2011 | 168            | 250             |
| 2012 | 200            | 185             |
| 2013 | 203            | 163             |
| 2014 | 424            | 212             |
| 2015 | 701            | 393             |

## Resultaten grandslamtoernooien
| Legenda | Legenda                          |
| ------- | -------------------------------- |
| g.t.    | geen toernooi gehouden           |
| l.c.    | lagere categorie                 |
| –       | niet deelgenomen                 |
| G       | uitgeschakeld in de groepsfase   |
| 1R      | uitgeschakeld in de eerste ronde |
| 2R      | uitgeschakeld in de tweede ronde |
| 3R      | uitgeschakeld in de derde ronde  |
| 4R      | uitgeschakeld in de vierde ronde |
| KF      | uitgeschakeld in de kwartfinale  |
| HF      | uitgeschakeld in de halve finale |
| F       | de finale verloren               |
| W       | het toernooi gewonnen            |
| w-v     | winst/verlies-balans             |

### Enkelspel
| Toernooi        | 2009 |
| --------------- | ---- |
| Australian Open | –    |
| Roland Garros   | –    |
| Wimbledon       | –    |
| US Open         | 1R   |

## Persoonlijk
Zij is de oudere zus van Erika Sema. Haar moeder is Japans, en haar vader Frans.